# Mezopotamija
Mezopotamija (starogrško Μεσοποταμία, latinizirano: Mesopotamía, dob. 'dežela med rekama, medrečje, medvodje', arabsko بلاد الرافدين, latinizirano: bilād ar-rāfidayn, perzijsko میانرودان, latinizirano: miyān rodān, klasičnosirsko ܒܝܬ ܢܗܪܝܢ, latinizirano: Beth Nahrain, dob. 'hiša rek') je aluvialna ravnica med rekama Evfrat in Tigris. Na ozemlju Mezopotamije danes ležijo Irak, Kuvajt, severozahodni del Sirije, majhen del vzhodne Turčije in še manjši del jugozahodnega Irana. 
V Zahodnem svetu se zaradi bogate zgodovine nanjo gleda kot na zibelko civilizacije. V bakreni in bronasti dobi so bile na njenem ozemlju sumerska civilizacija ter Akadsko, Babilonsko in Asirsko kraljestvo. Vse države so bile na ozemlju sedanjega Iraka. V železni dobi sta tam nastali Novosirsko in Novobabilonsko cesarstvo. Domorodni Sumerci in Akadci (vključno z Asirci in Babilonci), so gospodovali v Mezopotamiji od začetka pisane zgodovine okoli leta 3100 pr. n. št. do ahemenidske osvojitve Babilona leta 539 pr. n. št. Leta 332 pr. n. št. je Mezopotamijo zasedel Aleksander Veliki, po njegovi smrti pa je postala del grškega Selevkidskega cesarstva.
Okoli leta 150 pr. n. št. je Mezopotamija prišla pod oblast Partskega cesarstva in kmalu zatem postala bojišče med Parti in Rimljani, ki so za krajši čas osvojili del njenega ozemlja. Leta 226 n. št. je prišla pod oblast perzijskih Sasanidov in ostala pod njihovo oblastjo do 7. stoletja, ko so Perzijo osvojili muslimani. Od 1. stoletja pr. n. št. do 3. stoletja n. št. je bilo v Mezopotamiji nekaj predvsem novosirskih in krščanskih držav, med njimi Adiabena, Osroena in Hatra.

## Etimologija imena
Toponim Mezopotamija je sestavljen iz starogrških besed μέσος [mésos] – sredi ali sredina in ποταμός [potamós] – reka. V dobesednem prevodu bi pokrajino lahko imenovali Medrečje. Ime Mezopotamija se je dosledno uporabljalo v Septuaginti, ki je bila napisana okoli leta 250 pr. n. št., kot prevod enakovrednega hebrejskega imena Naharaim. Ime se je uporabljalo že pred tem, kar dokazuje Aleksandrova anabaza, ki je bila napisana v poznem 2. stoletju n. št., vendar se izrecno sklicuje na vire iz časa Aleksandra Velikega. V Anabazi se je ime Mezopotamija nanašalo na ozemlje vzhodno od Evfrata v severni Siriji. Približno isto ozemlje se v aramejščini imenuje biritum/birit narim. Kasneje je izraz Mezopotamija na splošno pomenil celotno ozemlje med Evfratom in Tigrisom in ne samo na dele Sirije in jugovzhodne Turčije. K Mezopotamiji v širšem smislu so pogosto prištevali tudi bližnje stepe zahodno od Evfrata in zahodni del gorovja Zagros.
Mezopotamijo se pogosto deli na Severno ali Gornjo Mezopotamijo in Južno ali Spodnjo Mezopotamijo. Gornja Mezopotamija ali Džazira je ozemlje med Evfratom in Tigrisom od njunega izvira do Bagdada. Spodnja Mezopotamija obsega ozemlje južnega Iraka, Kuvajt in dele zahodnega Irana.
V sodobni akademski rabi ima izraz Mezopotamija tudi časovno konotacijo in se običajno uporablja za obdobje pred muslimansko osvojitvijo. Po njej se za regijo uporabljajo nazivi Sirija, Džazira in Irak.

## Geografija
Mezopotamija obsega ozemlje med rekama Evfrat in Tigris, ki izvirata v Armenskem višavju. Vanju se stekajo številni pritoki, predvsem z gorovja Zagros. Glavne kopenske poti so potekale predvsem ob Evfratu, ker so obale Tigrisa pogosto strme in težko prehodne. Na severu je podnebje pustinjsko s prostranimi puščavami, katerim proti jugu sledi 15.000 km2 močvirij, lagun, blatnih ravnic in bregov rek, poraslih s trsjem. Na skrajnem jugu se Evfrat in Tigris združita in izlijeta v Perzijski zaliv.
Uspešno poljedelstvo v tako suhem okolju je pogojeno z namakanjem, katerega je omogočal visok vodostaj obeh rek v deževni sezoni in času taljenja snega v Zagrosu. Namakanje je bilo pogojeno tudi z zadostnim številom delavcev, ki so gradili in vzdrževali namakalne kanale. Vse to je že v najzgodnejšem obdobju pripomoglo k razvoju urbanih naselij in centralizirane politične oblasti. 
Poljedelstvo je v celi regiji dopolnjevalo nomadsko pašništvo. Črede koz, kasneje tudi kamel, so v suhih poletnih mesecih pasli ob obeh rekah, v deževnem in zimskem obdobju pa na pustinjskih pašnikih, ki so takrat ozeleneli. V Mezopotamiji je na splošno primanjkovalo gradbenega kamna, dragih kovin in lesa, zato se je že zelo zgodaj razvila trgovina s poljščinami z zelo oddaljenimi kraji. V močvirnih južnih predelih so se od prazgodovine ukvarjali tudi z ribištvom, kar je pripomoglo k mešanju kultur. 
Občasni zlomi kulturnih sistemov so imeli številne vzroke. Eden od njih so bile potrebe po delavcih, ki so občasno povzročile povečanje števila prebivalcev preko meja ekološke vzdržnosti. Drug vzrok so bila obdobja podnebnih nestabilnosti, ki so povzročila upadanje števila prebivalcev in propad centralne oblasti. Regija je bila občutljiva na vpade obmejnih hribovskih plemen, katerim so sledile motnje v trgovanju in zanemarjanje namakalnih sistemov. Eden od vzrokov so bile tudi težnje mestnih držav, da se otresejo centralne oblasti, ki so privedle do drobitve oblasti na plemenske ali manjše regionalne enote.

## Zgodovina
Prazgodovina antičnega Bližnjega vzhoda se je začela v mlajši kameni dobi. Slikovno pisavo so iznašli v obdobju Uruk IV približno v 4. tisočletju pr. n. št.. Zapisovanje aktualnih dogodkov in zgodovine Spodnje Mezopotamije se je začelo sredi 3. tisočletja pr. n. št. s klinopisnimi zapisi zgodnjih dinastičnih kraljev in končalo bodisi s prihodom Ahemenidov v poznem 6. stoletju pr. n. št. ali po zmagi muslimanov in vzpostavitvi kalifata v 7. stoletju n. št., ko se je regija preimenovala v Irak. 
V tem obdobju je bilo v Mezopotamiji nekaj najstarejših visoko razvitih in socialno kompleksnih držav na svetu. Regija je bila ena od štirih obrečnih civilizacij, v katerih so iznašli pisavo. Druge so se razvile v dolini Nila v Egiptu, dolini Inda na Indijskem podkontinentu in dolini Rumene reke na Kitajskem. V Mezopotamiji je bilo več zgodovinsko pomembnih mest, med njimi Uruk, Nipur, Ninive, Ašur in Babilon in velikih mestnih držav, med njimi Eridu, akadska kraljestva, Tretja dinastija Ura in več asirskih cesarstev. Med najpomembnejše mezopotamske vladarje spadajo kralj Ura Ur-Nammu, ustanovitelj Akadskega cesarstva Sargon Akadski, ustanovitelj Starobabilonske države Hamurabi, Ašur-ubalit II. in ustanovitelj Asirskega cesarstva Tiglat-Pileser I..

### Zgodovinska obdobja
- Pra- in protozgodovina 
  - predlončarska mlajša kamena doba A (10000–8700 pr. n. št.)
  - predlončarska mlajša kamena doba B (8700–6800 pr. n. št.)
  - hasunska (~6000 –? pr. n. št.), samarska (~5700 – 4900 pr. n. št.) in halafska kultura (~6000 – 5300 pr. n. št.)
  - ubaidsko obdobje (~5900–4400 pr. n. št.)
  - uruško obdobje (~4400–3100 pr. n. št.)
  - džemdet-nasrsko obdobje (~3100–2900 pr. n. št.)[12]
- Zgodnja bronasta doba
  - Zgodnje dinastično obdobje (~2900–2350 pr. n. št.)
  - Akadsko kraljestvo (~2350–2100 pr. n. št.)
  - Tretja urska dinastija (2112–2004 pr. n. št.)
  - Zgodnje Asirsko kraljestvo (24.-18. stoletje pr. n. št.)
- Srednja bronasta doba
  - Zgodnja Babilonija (19.-18. stoletje pr. n. št.)
  - Prva babilonska dinastija (18.-17. stoletje pr. n. št.)
  - Minojska erupcija (okoli 1620 pr. n. št.)
- Pozna bronasta doba
  - staroasirsko obdobje (16.-11. stoletje pr. n. št.)
  - srednjeasirsko obdobje (okoli 1365-1076 pr. n. št.)
  - Kasiti v Babilonu (okoli 1595-1155 pr. n. št.)
  - Zaton pozne bronaste dobe (12.-11. stoletje pr. n. št.)
- Železna doba 
  - sirsko-hetitske države (11.-7. stoletje pr. n. št.)
  - Novoasirsko cesarstvo (10.-7. stoletje pr. n. št.)
  - Novobabilonsko cesarstvo (7.-6. stoletje pr. n. št.)
- Klasična antika 
  - perzijska Babilonija, ahemendiska Asirija (6.-4. stoletje pr. n. št.)
  - selevkidska Mezopotamija (4.-3. stoletje pr. n. št.)
  - partska Babilonija (3. stoletje pr. n. št.- 3. stoletje n. št.)
  - Osroena (2. stoletje pr. n. št.- 3. stoletje n. št.)
  - Adiabena (1.- 2. stoletje n. št.)
  - Hatra (1.- 2. stoletje n. št.)
  - rimska Mezopotamija, rimska Asirija (2. stoletje n. št.)
- Pozna antika 
  - Asoristan (3-7. stoletje n. št.)
  - muslimanska osvojitev (sredina 7. stoletja n. št.)

## Jezik in pisava
Najstarejši pisan jezik v Mezopotamiji je bila izolirana aglutinativna sumerščina. V regiji so se poleg sumerskega govorili tudi semitski jeziki. Subartujščina z Zagrosa je bila morda sorodna s huritsko-urartski družini jezikov, kar potrjujejo lastna imena in imena rek, gora in različnih obrti. V akadskem in asirskih kraljestvih je prevladovala akadščina, v upravi, verskem obredju, književnosti in znanosti pa se je obdržala sumerščina. Do konca novobabilonskega obdobja se je govorilo več različic akadščine. V prvem Novoasirskem in nato v Ahemenidskem cesarstvu je uradni jezik postala stara aramejščina, ki se je v Mezopotamiji uporabljala že prej. Uradna različica jezika se je imenovala cesarska aramejščina. Akadščina se je začela opuščati, vendar se je, ob sumerščini, še nekaj stoletij uporabljala v templjih. Zadnja akadska besedila so iz poznega 1. stoletja n. št..
Sredi 4. tisočletja pr. n. št. so iznašli klinopis, ki je bil prilagojen sumerskemu jeziku. Ime je dobil po trikotni obliki pisala, s katerim so vtiskovali znake v mokro glino. Zdi se, da se je standardizirana oblika klinopisnih znakov razvila iz slikovne pisave. Najstarejše besedilo, napisano na sedmih tablicah, so odkrili med izkopavanji templja (É) v Uruku, posvečenenega boginji Inani. 
Zgodnji znakovni klinopis je zahteval več let učenja. Pisati so znali samo maloštevilčni posamezniki, ki so se najemali kot pisarji. Po uvedbi poenostavljenega zlogovnega klinopisa med vladanjem kralja Sargona se je število pismenih znatno povečalo. Arheologi so med izkopavanji odkrili obsežne arhive starobabilonskih šol za pisarje, iz katerih se je širila pismenost. 
V 3. tisočletju pr. n. št. se je v Mezopotamiji razvilo zelo tesno kulturno sožitje med govorci sumerskega in akadskega jezika, zaradi katerega se je zelo razširila dvojezičnost. Vpliv sumerščine na akadščino in obratno je razviden na vseh področjih, od obsežnega sposojanja izrazov do sintaktične, morfološke in fonološke konvergence. Pojav je spodbudil strokovnjake, da sumerščino in akadščino 3. tisočletja pr. n. št. imenujejo tudi zveza jezikov (Sprachbund). Na prehodu iz 3. v 2. tisočletje pr. n. št. je akadščina kot pogovorni jezik postopoma spodrinila sumerščino. Natančen datum prehoda je še vedno predmet razprav. Sumerščina se je kot liturgični, ceremonijalni, literarni in znanstveni jezik uporabljala do 1. stoletja n. št..

### Književnost
Star sumerski pregovor pravi, da »mora tisti, ki bi bil v šoli za pisarje rad odličnjak, vstajati ob zori«. Pisanja in branja so se učile tudi ženske.
V Babilonskem kraljestvu so imela mesta in templji bogate knjižnice, ki so bile za semitske Babilonce vir znanja o izumrlem sumerskem jeziku in zapletenem in obširnem naboru klinopisnih znakov. Velik del babilonske književnosti je bil preveden iz sumerskih izvirnikov. Za šolsko rabo so sestavili besednjake in slovnico in napisali medvrstične prevode. Poleg tega so napisali tudi komentarje starih besedil in razlage nejasnih besed in fraz. Vse klinopisne znake so poimenovali in jih zapisali v dovršene sezname. 
Veliko babilonskih književnih del se še vedno preučuje. Eno od njih je slavni Ep o Gilgamešu v dvanajstih knjigah, katerega je v obdobju 1300-1000 pr. n. št. iz sumerskega izvirnika prevedel svečenik Sin-leki-unini in ga uredil po astronomskih načelih. Vsako poglavje vsebuje zgodbo o dogodku iz Gilgameševega življenja. Ep kot celota je nanizanka, v kateri so nekatere zgodbe umetno pripisane glavnemu junaku.

## Znanost in tehnologija

### Matematika
Mezopotamska matematika in znanost sta temeljili na šestdesetiškem (seksadecimalnem) številskem sistemu. Njegova dediščina je 60 minutna ura, 24 urni dan in 360 stopinjski krog. Isti številski sistem se je uporabljal tudi v zgodnji kartografiji. Sumerski koledar je temeljil na Luninem ciklusu na sedemdnevnem tednu. 
Babilonci so imeli nekaj izrekov za računanje ploščine in površine nekaterih likov in teles. Obseg kroga so računali kot tri premere, njegovo ploščino pa kot eno dvanajstino kvadrata premera, kar bi bilo res, če bi bil π enak 3. Prostornino valja so računali kot produkt ploščine osnovne ploskve in višine. Volumen prisekanega stožca in prisekane kvadratne piramide so napačno računali kot produkt višine in polovice vsot obeh osnovnin ploskev. Nedavno odkritje je pokazalo, da so za π uporabljali vrednost 25/8, kar znese 3,125 in je zelo blizu njegove prave vrednosti 3,14159~. Babilonci so znani tudi po babilonski milji, ki je merila približno sedem sodobnih milj oziroma 11 km. Enoto za razdaljo so nazadnje pretvorili v časovno miljo, ki so jo uporabljali za merjenje potovanje Sonca in je zato predstavljala čas.

### Astronomija
Tempeljski svečeniki so že v sumerskem obdobju poskušali povezati aktualne dogodke z določenimi položaji planetov in zvezd. Poskusi so se nadaljevali do asirskega obdobja. V tem obdobju je visok državni uradnik (limmu), ki je predsedoval novoletnim slovesnostim, objavil letni seznam dogodkov, povezanih s položajem planetov. Limujev mandat je trajal eno leto. Seznam limmujev za obdobje 858-699 pr. n. št. se je ohranil in omogočil natančno povezavo relativnega in absolutnega datiranja zgodovine Mezopotamije.  
Babilonski astronomi so bili zelo vešči matematiki in so znali napovedati mrke in sončne obrate. Menili so, da ima vse, kar se dogaja v astronomiji, svoj namen. Večino dogodkov so povezovali z vero in znamenji. Izdelali so dvanajstmesečni koledar, ki je temeljil na luninih ciklih, in leto razdelili na dva letna časa: poletje in zimo. 
V 8. in 7. stoletju pr. n. št. so babilonski astronomi razvili nov pristop k astronomiji. Začeli so študirati filozofijo, ki se je ukvarjala z idealno naravo zgodnjega vesolja in začeli uporabljati interno logiko znotraj svojih napovedanih planetarnih sistemov. S tem so veliko prispevali k astronomiji in filozofiji znanosti. Nekateri znanstveniki na njihov pristop gledajo kot na prvo znanstveno revolucijo. Babilonske ideje so kasneje privzeli in nadgradili grški in helenistični astronomi. 
V selevkidskem in partskem obdobju so astronomska poročila postala povsem znanstvena. Kako daleč so znanje in napredne metode razvili sami, ni znano. Babilonski razvoj metod za napovedovanje gibanja planetov je vsekakor veliko poglavje v razvoju astronomije. 
Edini grški babilonski astronom, ki je podpiral heliocentrični model gibanja planetov, je bil Selevk iz Selevkije, rojen leta 190 pr. n. št.. Znan je iz Plutarhovih del. Podpiral je teorijo Aristarha s Samosa, ki je trdil, da se Zemlja vrti okoli svoje osi in kroži okoli Sonca. Po Plutarhovih trditvah je Selevk celo dokazal Aristarhovo teorijo, vendar ne pove, s kakšnimi argumenti. Izjema je njegova pravilna razprava o plimi in oseki, ki je posledica privlačnosti Lune. 
Babilonska astronomija je služila kot osnova za večino grške, klasične indijske, sasanidske, bizantinske, sirske, srednjeveške islamske, srednjeazijske in zahodnoevropske astronomije.

### Medicina
Najstarejše mezopotamsko besedilo s področja medicine je iz starobabilonskega obdobja v prvi polovici 2. tisočletja pr. n. št.. Najobsežnejše besedilo je Diagnostični priročnik, ki ga je napisal Esagil-kin-apli iz Borsipa, ummânū ali glavni učenjak med vladavino babilonskega kralja Adad-apla-iddina (1069-1046 pr. n. št.).
Babilonski zdravniki so vzporedno in neodvisno od egipčanskih v medicino uvedli koncepte diagnoze (prepoznavanje in poimenovanje bolezni), prognoze (napoved poteka ali izida bolezni), pregleda bolnika in zdravniških receptov. Diagnostični priročnik je uvedel tudi metode zdravljenja in ugotavljanja vzrokov bolezni ter uporabo empirizma, logike in racionalnosti v diagnozi, prognozi in zdravljenju. Priročnik vsebuje seznam simptomov, ki jih pogosto spremljajo podrobni opisi bolezenskih znakov na telesu bolnika, z njihovimi diagnozami in prognozami.
Simptome in bolezni so zdravili s terapevtskimi sredstvi kot so obkladki, maže in pilule. Če bolnika niso znali ozdraviti, so se pogosto zanašali na izganjanje zlih duhov in zaklinjanje, s katerim so očistili bolnika od prekletstva. Esagil-kin-aplijev Diagnostični priročnik je temeljil na logičnem nizu aksiomov in domnev, izpraševanju in pregledu bolnikov, s čimer je bilo mogoče odkriti bolezen, njeno etiologijo, napredovaje in možnosti za bolnikovo ozdravitev.
Esagil-kin-apli je sam odkril vrsto bolezni in bolezenskih stanj in v priročniku opisal njihove znake. Med njimi so bile različne vrste božjasti in sorodnih bolezni ter njihove diagnoze in prognoze.

### Tehnologija
Mezopotamska ljudstva so iznašla mnogo tehnologij, vključno z obdelavo kovin, stekla, izdelavo svetilk, tkanja, nadzora poplav, shranjevanja vode in namakanja. Bili so ena od prvih bronastodobnih družb na svetu. Palače so krasili z več sto kilogrami zelo dragih kovin. Baker, bron in železo so uporabljali tudi za izdelavo oklepov in orožja, na primer mečev, bodal, kopij in kijev.
Po eni od nedavnih hipotez naj bi Arhimedov vijak uporabljal že asirski kralj Senaherib za namakanje babilonskih visečih vrtov in v Ninivah v 7. stoletju pr. n. št., čeprav glavnina zgodovinarjev meni, da gre za grško iznajdbo iz kasnejšega obdobja. V partskem ali sasanidskem obdobju so iznašli bagdadsko baterijo, ki je najstarejša znana baterija. Uporabljali naj bi jo za galvansko zlatenje in srebrenja manj plemenitih kovin.

## Religija
Starodavna mezopotamska religija je ena od najstarejših in prva dokumentirana religija. Na začetku je imela vsaka mezopotamska skupnost in mestna država svoje bogove, sčasoma pa so se bogovi najmogočnejših mest uveljavili kot bogovi vseh Mezopotamcev. 
Mezopotamci so verjeli, da je Svet krogla plošča, nad katero je ogromen prazen prostor, imenovan nebesa. Verjeli so tudi, da je plošča z vseh strani obdana z vodo in da se je vesolje rodilo iz ogromnega morja. Njihova religija je bila politeistična z nekaj različicami. 
Sumerski izraz za vesolje, isan-ki, je sestavljen iz imen boga Ana in boginje Ki. Njun sin je bil bog zraka Enlil, za katerega so verjeli, da je eden od najmočnejših bogov in glavni bog njihovega panteona. Sumerci so si že začeli postavljali tudi filozofska vprašanja, med njimi kdo smo, kje smo in kako smo prišli sem. Odgovore na ta vprašanja so jim lahko dali samo bogovi.
Poleg boga Ana, stvarnika vesolja, boginje Ki in gospodarja vetra Enlila, so imeli tudi boga voda Enkija (Ea), ki je bil obdarjen z veliko modrostjo in so se nanj v stiski obračali tako bogovi kot ljudje. Bogove so spremljala številna božanstva, bog nevihte Adad in bog sonca Šamaš. Okoli leta 2000 pr. n. št. je Enlil v Babilonu prepustil oblast svojemu mlademu sinu, vendar mogočnemu bogu Marduku. Mezopotamskih boginj je bilo skoraj toliko kot bogov. Najmogočnejša je bila Inana-Ištar, boginja ljubezni in plodnosti, a tudi vojne. Ljudje so si predstavljali, da bogovi podobni ljudem, da imajo človeške obraze, pijejo, se ljubijo in poročajo, se prepirajo in si lažejo in se občasno tudi stepejo. Za razliko od ljudi so nesmrtni, vsemogočni in njihova modrost presega modrost ljudi, ki so jih bogovi usLežeče besedilotvarili zato, da bi jim služili.

## Filozofija
Giorgio Buccellati, upokojeni profesor katedre za bližnjevzhodne jezike in kulture univerze UCLA, je prepričan, da se zgodovini filozofije lahko sledi vse do zgodnjih mezopotamskih modrosti, ki poosebljajo nekatere življenjske filozofije, zlasti etiko v obliki dialektike, dialogov, epske poezije, folklore, hvalnic, lirskih pesmi, proze in pregovorov. Babilonski razum in racionalnost sta se razvila preko meja empiričnih opazovanj.
Babilonska miselnost je imela znaten vpliv na antično grško in helenistično filozofijo, zlasti babilonski Dialog o pesimizmu, ki je bil napisan kmalu po letu 1000 pr. n. št. in vsebuje podobnosti z agnostičnim razmišljanjem sofistov, heraklijsko oktrino nasprotij, Platonovo dialektiko in dialoge in Sokratove metode. Babilonske kozmološke ideje so imele velik vpliv na jonskega filozofa Talesa je bil pod vplivom.

## Kultura

### Prazniki
Antični Mezopotamci so praznovali vsak mesec. Na vsebino praznovanj in spremljajoče obredje je vplivalo več pomembnih činiteljev:
- lunine mene: rastoča luna je pomenila obilje in rast, medtem ko je pojemajoča pomenila upadanje, stagnacijo in praznike podzemlja
- faza letnega kmetijskega cikla,
- enakonočja in sončni obrati,
- lokalna mitologija in božanski zavetniki,
- uspehi vladajočega monarha,
- Akitu ali Novoletni festival, ki se je praznoval prvo polno luno po spomladanskem enakonočju, ter
- slovesnosti v spomin na pomembne dogodke: ustanovitve, vojne zmage, tempeljski prazniki itd.

### Glasba
Nekatere pesmi so bile napisane za bogove, druge pa so opevale tudi pomembne dogodke. Glasba in petje ni zabavalo samo kraljev, ampak tudi navadne ljudi, ki so radi peli in plesali doma in na tržnicah. Do razširitve pismenosti so se pesmi prenašale iz roda v rod z ustnim izročilom. Pesmi so med drugim ohranjale tudi zelo pomembne podatke o dogodkih, ki so zgodili že v davni preteklosti. 
Ud (asirsko ܥܘܕ — ūd) je majhno glasbilo s strunami, na katerega so igrali v Mezopotamiji, od 18. dinastije tudi v Starem Egiptu. Najstarejša podoba glasbila je iz uruškega obdobja v južni Mezopotamiji in je stara približno 5000 let. Glasbilo, ki je imelo različici z dolgim in kratkim vratom, je upodobljeno na valjastem pečatniku, shranjenem v Britanskem muzeju. Asirska beseda ūd pomeni les in se je verjetno nanašala na drevo, katerega les so uporabljali za njegovo izdelavo. Iz naziva ūd se je razvil naziv lutnja. 

### Igre
Priljubljena zabava asirskih kraljev je bil lov. V umetnosti sta pogosto upodobljena tudi rokoborba in boks in nekakšen polo, pri katerem igralci niso jezdili, ampak sedeli na ramenih soigralcev. Igral se je tudi madžori, podoben ragbiju, vendar z leseno žogo. Igrali so tudi družabno igro, podobno senetu in backgammonu, ki je zdaj znana kot »urska kraljevska igra«. 

### Družinsko življenje
Iz niza zaporednih mezopotamskih zakonikov - Urukaginovega, Lipit Ištarjevega in Hamurabijevega - je razvidno, da je mezopotamska družba postajala vedno bolj patriarhalna. Moč moških je postala veliko večja od moči žensk. V najstarejšem sumerskem obdobju, na primer, je bil en ali glavni svečenik moških bogov prvotno ženska, glavni svečenik boginj pa moški. Thorkild Jacobsen, zelo ugleden zgodovinar, specialist za asirologijo in sumersko književnost, in mnogo drugih, trdi, da je v zgodnji mezopotamski družbi vladal svet starešin, v katerem so bili enakopravno zastopani moški in ženske. Vpliv moških je postopoma rasel, vpliv žensk pa upadal. Šole so obiskovali samo še člani vladarskih družin, sinovi bogatašev in profesionalcev, na primer pisarjev, zdravnikov in tepeljskih uradnikov. Večina fantov se je od očetov učila trgovanja in obrti ali bila v uku pri kakšnem obrtniku. Dekleta so ostajale doma pri materah in se učila gospodinjiti in kuhati in pazila na manjše otroke, ki so opravljali drobna hišna opravila. Nenavadno za tisti čas je, da so imele poročene žene svoje pravice, na primer pravico do osebne lastnine in pravico do ločitve, če je zanjo obstajal tehten razlog. 

### Pogrebni običaji
V delih Mezopotamije je bilo izkopanih na stotine grobov, ki so razkrili značilnosti mezopotamskih pogrebnih običajev. V Uru je bila večina pokojnikov z nekaj njihove lastnine pokopana v družinskih grobovih pod njihovimi hišami. Nekaj pokojnikov je bilo zavitih v rogoznice in preproge. Otroke so pokopavali v velikih vrčih v družinski kapeli. Druge posmrtne ostanke so odkrili na javnih mestnih pokopališčih. V sedemnajstih grobovih so odkrili tudi dragocene grobne pridatke. Zanje se domneva, da so bili kraljevski grobovi. V Bahreinu, ki se istoveti s sumerskim Dilmunom, so odkrili grobove iz različnih obdobij.

## Gospodarstvo in kmetijstvo
Namakalno kmetijstvo se je s samarsko in hadžimohamedsko kulturo začelo okoli leta 5000 pr. n. št. širiti od vznožja Zagrosa proti jugu. Sumerski templji so začeli delovali tudi kot banke in razvili obširen sistem kreditiranja. Prvi sistem komercialnega bančništva, ki je do neke mere podoben sodobnemu, so razvili Babilonci.
Od zgodnjega obdobja do Tretje urske dinastije (Novosumersko cesarstvo, 21.-20. stoletje pr. n. št.) je bila skoraj tretjina obdelovalne zemlje v lasti templjev, potem pa je začela postopoma prehajati v kraljevo in zasebno last. Naziv ensi se je nanašal na uradnika, zadolženega za organizacijo dela na vseh tempeljskih posestih. Na poljih, še posebej na posestih templjev in dvorov, so najpogosteje delali tlačani.
Geografija južne Mezopotamije je omogočala samo takšno poljedelstvo, ki je imelo na eni strani dobro organizirano namakanje, na drugi strani pa dobro odvajanje vode. Oba pogoja sta imela ključen vpliv na nastanek in razvoj zgodnje mezopotamske civilizacije. Potreba po namakanju je prisilila Sumerce in kasneje Akadce h gradnji mest ob Evfratu in Tigrisu in njunih pritokih. Ob Evfratu sta bili najpomembnejši veliki mesti Ur in Uruk, ob Tigrisu pa Lagaš. Reki sta ponujali tudi druge koristi, med njimi ribe, ki so jih uporabljali za hrano in gnojenje polj, ter trsje in glino, ki sta dobra gradbena materiala. Rodovitna zemlja je bila samo v bližini rek. Dlje od vode so bila zemljišča suha in v veliki meri neprimerna za bivanje. 
Prvi kmetje v Mezopotamiji so uporabljajo lesene pluge in gojili ječmen, čebulo, grozdje, repo in jabolka. Bili so med prvimi, ki so proizvajali vino in varili pivo. Zaradi bogate zemlje kmetje niso bili odvisni od sužnjev, čeprav je bilo tudi nekaj izjem. S suženjstvom je bilo v praksi povezanih veliko tveganj, predvsem zaradi pobegov in uporov sužnjev. 
Reki, ki sta omogočali dostojno življenje, sta ga med pogostimi poplavami tudi uničevali. Nepredvidljivo mezopotamsko vreme je pogosto uničilo posevke in rezervne vire hrane, na primer ovce in molzne krave. V najjužnejšem sumerskem delu Mezopotamije je vedno večje težave povzročala tudi povečana slanost tal, ki je povzročila selitev centrov moči proti severu. 

## Družba
Geografija Mezopotamije je imela velik vpliv na politični razvoj regije. Prva mesta, ki so jih skupaj z namakalnimi kanali zgradili Sumerci, so ločevali kanali, vodotoki, močvirja in puščava, zato je bilo komuniciranje med njimi težavno in zaradi sovražnih plemen pogosto tudi nevarno. Sumerska mesta so se zato razvila v neodvisne mestne države, ki so same skrbele za svojo varnost. 
Prizadevanjem, da bi ena od njih osvojila celo regijo in prevzela oblast, so se več stoletij uspešno upirali. Sumerska politična zgodovina je zato niz skoraj neprekinjenih vojn. Prvo poenotenje Sumercev je dosegel lagaški kralj Eanatum. Združitev je bila šibka in je trajala samo eno generacijo do leta 2331 pr. n. št., ko so Sumerijo osvojili Akadci. Akadsko kraljestvo je bila prva uspešna država, ki je trajala več kot eno generacijo in doživela več mirnih prenosov kraljeve oblasti. Akadsko kraljestvo so po nekaj generacijah zasedli Babilonci.

### Družbeni razredi
V mezopotamskih državah so obstajali štirje glavni družbeni razredi. Na vrhu družbene lestvice je bilo plemstvo, na čelu s kraljem in njegovo družino, ter državni uradniki, vojaški častniki in svečeniki. Sledili so jim svobodnjaki, med katere so spadali svobodni kmetje, trgovci in obrtniki. Pod njimi so bili polsvobodnjaki, med katere so spadali odvisni kmetje, tlačani in cehovski obrtniki. Povsem na dnu lestvice so bili sužnji.

### Kralji
Mezopotamci so verjeli, da so se njihovi kralji in kraljice spustili iz mesta bogov, za razliko od starih Egipčanov pa niso nikoli verjeli, da so resnični bogovi. Večina kraljev se je sama naslavljala s »kralj vesolja« ali »veliki kralj«. Pogosto so jih naslavljali tudi s »pastir«, ker so morali skrbeti za svoje ljudstvo.

### Državna ureditev
Ko je Asirija prerasla v imperij, je bila razdeljena na več manjših delov - provinc. Province so dobile imena po svojih glavnih mestih, kot so Ninive, Samarija, Damask in Arpad. Imele so svojega guvernerja, ki je skrbel za plačevanje davkov, vpoklic vojakov, oskrbovanje delavcev med gradnjo templja in izvrševanje zakonov. Takšna organizacija je omogočala najlažji nadzor velikega imperija. Babilonija, ki je bila sprva precej majhna država, ki se je med Hamurabijevo vladavino zelo razširila. Mesto Babilon je kmalu postalo eno od največjih mest v Mezopotamiji in eno od največjih središč učenosti.

### Vojskovanje
Proti koncu uruškega obdobja mezopotamske zgodovine (okoli 4000-3100 pr. n. š.) so začela nastajati obzidana mesta. Mnogo obeidskih vasi so prebivalci zapustili, kar kaže na splošno povečanje nasilja. Domneva se, da je obzidje okoli Uruka zgradil Lugalbanda, eden od njegovih prvih kraljev. Vzporedno z mesti so začele nastajati tudi mestne države, katerih vplivna območja so se pogosto prekrivala. Predmet sporov so bila predvsem zemljišča in namakalni sistemi. Argumente sprtih strani so na tablicah zapisovali več sto let pred prvo pravo vojno, ki je izbruhnila okoli leta 3200 pr. n. št.. Približno do leta 2500 pr. n. št. vojne niso bile prav pogoste. 
Viri poročajo, da se je Gilgameš, ensi (kralj) Uruka in Sumerije iz zgodnje II. dinastije (okoli leta 2600 pr. n. št.), vojskoval in premagal groznega velikana Humbabo, čuvaja Cedrovega gozda (gorovja). Dogodek so kasneje slavile in opevale številne pesmi in pesnitve, v katerih je Gilgameš prikazan kot dve tretjini boga in ena tretjina človeka.
Stela jastrebov je bila proti koncu III. zgodnje dinastije (2600-2350 pr. n. št.) postavljena v spomin na zmago Eanatuma Lagaškega nad sosednjim rivalskim mestom Uma. Stela je hkrati najstarejši spomenik na svetu, ki slavi pokol prebivalcev. Od tega dogodka dalje je vojskovanje postalo del mezopotamskega političnega sistema. Nevtralna mesta so na trenutke lahko delovala kot posrednik in razsodnik v sporih drugih konkurenčnih mest, kar je pripomoglo k nastajanju medmestnih zvez in zatem regionalnih držav. Po nastanku cesarstev so vojne med mesti prerasle v vojne med sosednjimi konkurenčnimi državami. Kralj Sargon Akadski, na primer, je najprej osvojil vsa mesta v Sumeriji in nekaj mest v Mari in nato krenil na pohod v severno Sirijo. Stene številnih asirskih in babilonskih palač krasijo podobe uspešnih spopadov in bežečih sovražnikov, ki se skrivajo v trsju.

### Zakonodaja
Mezopotamske mestne države so prve v zgodovini ustvarile svoje zakonike, ki so izhajali iz sodnih precedentov in kraljevih odločitev. Do sedaj so odkrili zakonike lagaškega kralja Urukagina in isinskega kralja Lipit Ištarja ter slavni babilonski Hamurabijev zakonik, ki je bil napisan okoli leta 1780 pr. n. št.. Vsebuje več kot 200 zakonov in spada med najbolje ohranjene primere tovrstnih dokumentov.

### Umetnost
Mezopotamska umetnost je od 4. tisočletja pr. n. št. do ahemenidske osvojitve Mezopotamije v 6. stoletju pr. n. št. tekmovala z umetnostjo Starega Egipta za naslov najbolj veličastne in prefinjene umetnosti v zahodni Evraziji. Glavni poudarek je bil na kipih iz kamna in gline, ki so se zaradi trajnosti materialov na srečo ohranili. Ohranjene slike so bolj redke, vendar je iz njih razvidno, da so upodabljali predvsem geometrijske in rastlinske motive. Poslikana je bila tudi večina kipov.
V obdobju nastajanje pisave, v katerem je dominiral Uruk, so že nastale prve mojstrovine, med njimi Vaza iz Warke, in valjasti pečatniki. Izjemna mojstrovina je elamski kipec levinje Gvenol iz apnenca, visok malo več kot 8 cm, izdelan v obdobju 3000-2800 pr. n. št.. Iz malo kasnejšega obdobja so kipi svečenikov in vernikov z velikimi očmi, izdelani večinoma iz alabastra in visoki do 30 cm, ki so v templjih predstavljali podobe božanstev. Tovrstnih kipov se je ohranilo zelo malo. Skulpture iz sumerskega in akadskega obdobja imajo na splošno velike srepe oči, moški tudi dolge brade. Mnogo umetnin iz obdobja okoli leta 2650 pr. n. št. so odkrili na Kraljevem pokopališču v Uru, med njimi dva kipca ovna v goščavi, bakrenega bika in bikovo glavo na eni od lir.

Iz mnogih kasnejših obdobij pred vzponom Novoasirskega cesarstva so se ohranile številne oblike umetnosti: valjasti pečatniki, različne relativno majhne figure okrogle in reliefne oblike in cenene okrasne ploščice za domačo rabo z versko in posvetno vsebino. Relief Kraljica noči je nenavadno izdelana in relativno velika plošča iz terakote (37,5 x 50 cm), s podobo gole krilate boginje z nogami ptice roparice in spremljajočima sovama in levoma. Izdelan, morda celo ulit, je bil v 19. ali 18. stoletju pr. n. št.. V templjih so odkrili tudi kamnite stele, votivne kamne in kamne, ki so bili postavljeni verjetno v spomin na zmage in praznovanja. Za razliko od uradnih spomenikov, je na slednjih bolj malo napisov, ki bi pojasnili, zakaj so bili postavljeni. Zgodnji primer stele s spremljajočim napisom so fragmenti Stele jastrebov in kasnejši asirski Črni obelisk Šalmanaserja III.
Z asirsko osvojitvijo Mezopotamije in večine sosednjih pokrajin je nastala večja in bogatejša država od tistih pred njo. Na javnih mestih so se začele graditi veličastne palače, ki so nedvomno poskušale doseči sijaj palač v sosednjem Egiptu. Asirci so razvili slog izjemno velikih prizorov z vojnimi in lovskimi motivi z zelo finimi podrobnostmi. Kamnite umetnine, izdelane v nizkem reliefu, so bile namenjene predvsem za krašenje palač. Izjemno zbirko umetnin ima Britanski muzej. Izdelovali so tudi zelo majhne okrogle figurice in velikanske kipe varuhov, pogosto z glavo božanstva Lamassuja, vklesanih v visokem reliefu na obeh straneh velikega pravokotnega kamnitega bloka. Kip je imel okroglo glavo in pet nog, da bi bil pogled z obeh strani popoln. Tradicija valjastih pečatnikov se je nadaljevala. Motivi na njih so pogosto postali izjemno odločni in prefinjeni.

### Arhitektura
Preučevanje stare mezopotamske arhitekture temelji na dostopnih arheoloških dokazih, slikah zgradb in besedilih, povezanih z gradbeništvom. Znanstvena literatura se običajno osredotoča na templje, palače, mestna obzidja in mestna vrata, občasno tudi stanovanjsko arhitekturo. Veliko povedo tudi raziskave površin naselij, ki dajejo vpogled v urbanistično ureditev zgodnjih mezopotamskih mest. 
Med gradbenimi materiali je prevladovala opeka, ker so bile surovine zanjo v velikih količinah dostopne v celi regiji, medtem ko so morali kamen za gradnjo večine mest pripeljati iz zelo oddaljenih kamnolomov. Med najbolj prepoznavne mezopotamske arhitekturne oblike spadajo zigurat in velika obokana zunanja in notranja mestna vrata, od katerih so najbolj znana Ištarina vrata iz novobabilonskega obdobja Babilona, razstavljena v berlinskem Pergamskem muzeju. Zgrajena so bila okoli leta 575 pr. n. št. in okrašena z živalmi iz večbarvne opeka.
Najpomembnejše arhitekturne ostaline iz zgodnje Mezopotamije so tempeljski kompleksi v Uruku iz 4. tisočletja pr. n. št., templji in palače iz zgodnjega dinastičnega obdobja mest v dolini reke Dijala, kot sta Kafaja in Tel Asmar, ostanki iz obdobja Tretje urske dinastije v Nipurju (Enlilovo svetišče) in Uru (Na novo svetišče), ostanki iz srednje bronaste dobe v sirsko-turških mestih Ebla, Mari, Alalah, Alep in Kultepe, palače iz pozne bronaste dobe v mestih Boğazkale (Hatuša), Ugarit, Ašur in Nuzi, palače in templji iz železne dobe v asirskih mestih (Kalhu/Nimrud, Korsabad, Ninive), babilonskem Babilonu, urarskih mestih Tušpa/Van, Kaleši, Čavuštepe, Ajanis, Armavir, Erebuni in Bastam, novohetitskih Karkemiš, Povej Halaf in Karatepe. Arhitektura stanovanjskih hiš je znana predvsem iz starobabilonskih mest Nipur in Ur.  
Med najbolj znanimi pisnimi viri o gradbeništvu in z njim povezanimi obredi so Gudejevi valji, izdelani okoli leta 2125 pr. n. št., in asirski in babilonski kraljevi napisi iz železne dobe.

## Velike civilizacije in države

### Sumerska civilizacija
V južni Mezopotamiji se je razvila prva visoka civilizacija v zgodovini. Ustvarilo jo je ljudstvo Sumercev v 3. tisočletju pr. n. št. Iz sosednjih puščav so v Mezopotamijo večkrat vdrli semitski zavojevalci. Na oblikovanje civilizacije v Mezopotamiji je vplivalo namakalno poljedelstvo, ki je ustvarjalo presežke pridelkov, in trgovina, ker so morali zaradi pomanjkanja domačih surovin uvažati les, kovine in gradbeno kamenje. Organizacija in nadzor namakalnega poljedelstva in trgovine je bila v rokah vladarjev. Kralj je bil vrhovni posvetni in verski poglavar in imel v lasti vso zemljo. Najbolj znan sumerski vladar je bil Gilgameš, o katerem je bil napisan Ep o Gilgamešu. V mestih je živel močan srednji sloj trgovcev in meščanov, ki so se ukvarjali z obrtjo. Sumerci so razvili tudi podobopisno pisavo ali klinopis. Mesta imenujemo tempeljske države, saj so se razvila okrog templjev - vodilno vlogo v družbi so imeli svečeniki. Sumerske države so bile majhne mestne države, sestavljene iz mesta kot upravnega, verskega in tržnega središča in kmetijskega podeželja. Najbolj znane so Ur, Uruk in Kiš.

### Akadsko kraljestvo
V bogate sumerske mestne države so se vse bolj priseljevala semitska nomadska plemena. Semitski častnik iz Kiša Sargon Akadski (vladal 2334-2279 pr. n. št.) si je podredil vse sumerske mestne države in ustanovil enotno sumersko državo (2360–2180 pr. n. št.). Zgradil si je prestolnico v mestu Akad, po kateri je dobila ime tudi država. Osvojil je severno Mezopotamijo, ozemlje od Perzijskega zaliva do pogorja Amanus in od gorovja Zagros do Sredozemskega morja, zato je imel vzdevek »Kralj štirih smeri sveta«. Po njegovi smrti je država zašla v krizo in razpadla.
Okoli leta 2100 pr. n. št. se je za kratek čas spet uveljavilo mesto Ur, katerem je vladal Ur-Nammu. V tem času je nastal prvi zakonik.

### Starobabilonsko kraljestvo
V 19. stoletju pr. n. št. so se v Mezopotamiji naselili semitski Amoriti, ki so naselili tudi mesto Babilon. To mesto je postalo po zatonu Tretje urske dinastije središče starobabilonske države Amoritov, ki je temeljila na sumerski civilizaciji. Vrh je država dosegla v 18. stoletju pr. n. št. s kraljem Hamurabijem (1792-1750 pr. n. št.), ki je vso Mezopotamijo združil pod enotno oblastjo in dal sestaviti v klinopisu pisan Hamurabijev zakonik.

### Asirsko kraljestvo
Po Hamurabijevi smrti so Hetiti iz Male Azije zasedli Babilon. Po propadu starobabilonskega kraljestva v 7. stoletju pr. n. št. je položaj velesile dobila Asirija, ki je osvojila vso Mezopotamijo, Egipt, Palestino, Fenicijo in dele Male Azije in Irana. Osvojenim državam so naložili visoke davke, veliko prebivalcev pa zasužnjili. Razvili so izrazito vojaško družbo in množično uporabljali železo. Državo sta leta 614 pr. n. št. uničili Babilonija in Medija.

### Novobabilonsko kraljestvo Kaldejcev
Ko se je pleme Kaldejcev iz ljudstva Aramejcev znebilo asirske oblasti, je ustanovilo Novobabilonsko kraljestvo. Država je obsegala južno Mezopotamijo, Sirijo in Palestino ter postala velesila s kraljem Nebukadnezarja II. (605-562 pr. n. št., pod vodstvom katerega je uničila Judejsko kraljestvo in njeno prestolnico Jeruzalem. Tamkajšnje prebivalce Izraelce so zasužnjili.